# نفود السر
نفُود السِّر كثبان رملية، كبيرة المساحة. تقع في منطقة الرياض ومنطقة القصيم بالمملكة العربية السعودية.

## الموقع
يبلغ امتداد نفود السر 280 كم من جنوب مجرى وادي الرمة حتى نهايته عند مزارع المليجية، أما عرضها في فيراوح بين 22 كم في أقصى اتساع لها أمام نفُود الملْحَاء و 6 كم في جزئها الجنوبي جنوب دائرة عرض 24 َ50 ْ شمالاً٬ ومساحتها الإجمالية تبلغ 4,000 كم2، وتمثل 0,6% من مجمل التجمعات الرملية في المملكة.

## التاريخ
الطرف الشمالي الغربي لنفود السر يسمى أسماء محلية هي: عريق الطرفية٬ ونفود صعافيق التي توجد في منطقة القصيم. ويشتهر نفُود السر قديم (رملة جُرَاد)٬ قال سعد بن جنيدل: «نفود السر تلال وكثبان رملية معترضة من الشمال إلى الجنوب٬ يوازي بعضها بعضًا٬ وفيما بينها انخفاضات هابطة تسمى الواحدة منها خبة٬ وتنفذها القوافل من الشرق إلى الغرب مع مسالك رملية تسمى خلولاً الواحد منها خلًا، وهذه النفود ينتهي طرفه الشمالي بعريق رمل بقرب الشماسية شرق مدينة بريدة٬ وفيما ينتهي طرفه الجنوبي شرق بلدة القويعية، َّومنقطعه يسَّمى المجذم٬ وقد نسب إلى السر لأنه يحف في معظمه ببلدان السر من الشرق».

## الوصف
ُ
يميز نفُود السر وجود التجمعات الرملية الضخمة (الكثبان القبابية)، وهي أكوام رملية كبيرة قد ترتفع قممها من (300 - 50م) فوق السطح الذي ت اركمت عليه٬ وكثيرًا، ما توجد على ظهورها أشكال من الطعوس التي تتألف من أنواع شتَّى من الكثبان الهلالية٬ كما توجد كثبان طولية وعروق رملية٬ خصوصًا كلما اتجهنا نحو الجنوب. في نفُود السر تأخذ الكثبان الرملية القبابية شكلها الكامل وتنتشر على طول ننفود السر٬ وهي تبرز بوصفها معالم تضاريسية منفردة يفصل بعضها عن بعض وجود منخفضات تذرية وتلال رملية منخفضة متعرجة٬ وتتخذ الكثبان القبابية الشكل الدائري في أغلب الأحيان٬ وفي بعض الأحيان تتخذ الشكل البيضوي أو المستطيل٬ وهي أصغر نسبيًا من مثيلاتها في نفود التويرات، إذ يبلغ قطرها من 1500 - 800 متر٬ أما المستطيلة فقد يصل طولها إلى 2 كم وارتفاعها إلى 100 متر٬ وفي الجزء الغربي من نفود السر تلال رملية مستطيلة ومتعرجة تتجه من الشمال إلى الجنوب٬ وهي ذات ظهر أحدب٬ وتنتشر فيما بين هذه التلال سطوح ذات رمل متلبد ومتماسك.
ُ
أفضل الأمكنة التي تطورت فيها الكثبان الرملية القبابية المثالية الشكل هي الأجزاء الشمالية الشرقية٬ ولكن نموها يضعف في الأجزاء الجنوبية من نفود السر٬ كما تصغر حفر التذرية٬ ويسهل تمييز التلال الرملية الفاصلة بين هذه الحفر٬ وتظهر صخور السطح في بعض حفر التذرية لنشاط الرياح الذارية٬ وعلى سطوح الكثبان الرملية القبابية التي يكثر تزويدها بالرمال توجد قمم حادة لكثيبات طعسية صغيرة متحركة٬ ولكن مع استم ارر عملية التذرية يتم كنس السطوح العليا من الرمال المتحركة، ما يؤدي إلى تشكل بعض الجيوب والفجوات المحلية على تلك السطوح.